# Mùa bão Đông Bắc Thái Bình Dương 2020
Mùa bão Đông Bắc Thái Bình Dương 2020 là một sự kiện mà theo đó, các cơn bão được hình thành ở Thái Bình Dương,phía Bắc xích đạo, phía Đông đường đổi ngày quốc tế trong năm 2020-khu vực được theo dõi chính thức của hai trung tâm gồm Trung tâm Bão Quốc gia Hoa Kỳ (NHC) và Trung tâm Bão Giữa Thái Bình Dương (CPHC) thuộc NOAA. Mùa bão hàng năm ở lưu vực phía Đông chính thức bắt đầu vào ngày 15 tháng 5, nhưng áp thấp nhiệt đới đầu tiên của mùa bão hình thành vào ngày 29 tháng 4 có số hiệu là One-E(01-E), Áp thấp nhiệt đới 01-E đã chính thức lập kỉ lục thời gian bắt đầu sớm nhất Đông Bắc tính từ 140°E
Các xoáy thuận nhiệt đới hình thành trên toàn vùng sẽ được NHC theo dõi và thêm hậu tố E (nếu nó hình thành trong khu vực từ phía Đông kinh tuyến 140 độ Tây của Thái Bình Dương-lưu vực Phía Đông của Bắc Thái Bình Dương) hoặc được CPHC thêm hậu tố C (nếu hình thành trong khu vực nằm giữa kinh tuyến 140 độ Tây và 180 độ - lưu vực giữa Bắc Thái Bình Dương) đằng sau số thứ tự theo thời gian chúng xuất hiện trong năm của mỗi lưu vực. Còn nếu nhiễu động/xoáy thuận mạnh lên thành bão nhiệt đới/cận nhiệt đới (thông thường từ 1 áp thấp nhiệt đới), thì nó sẽ được đặt tên theo một danh sách tên bão nhất định đã được lập ra từ trước (xem chi tiết danh sách tên bão ở dưới.

## Mùa bão và tên bão

### Tổng quan mùa bão
| Thang bão Saffir–Simpson |     |    |    |    |    |    |
| ATNĐ                     | BNĐ | C1 | C2 | C3 | C4 | C5 |

| One-E            | April 25 – 26            | Áp thấp nhiệt đới | 35 (55)   | 1006 | None                                                                                     | None          | None |  |
| Amanda           | May 30 – 31              | Bão nhiệt đới     | 40 (65)   | 1003 | Guatemala, El Salvador, Honduras, Belize, Costa Rica, Southern Mexico, Yucatan Peninsula | ≥$200 million | 40   |  |
| Boris            | June 24 – 28             | Bão nhiệt đới     | 40 (65)   | 1005 | None                                                                                     | None          | None |  |
| Four-E           | June 30                  | Áp thấp nhiệt đới | 35 (55)   | 1004 | None                                                                                     | None          | None |  |
| Cristina         | July 6 – 12              | Bão nhiệt đới     | 70 (110)  | 993  | Socorro Island                                                                           | None          | None |  |
| Six-E            | July 13 – 14             | Áp thấp nhiệt đới | 35 (55)   | 1007 | None                                                                                     | None          | None |  |
| Seven-E          | July 20 – 21             | Áp thấp nhiệt đới | 35 (55)   | 1007 | None                                                                                     | None          | None |  |
| Douglas          | July 20 – 29             | Bão cấp 4         | 130 (215) | 945  | Hawaii                                                                                   | Minimal       | None |  |
| Elida            | August 8 – 12            | Bão cấp 2         | 105 (165) | 971  | Southwestern Mexico, Socorro Island                                                      | None          | None |  |
| Ten-E            | August 13 – 16           | Áp thấp nhiệt đới | 35 (55)   | 1004 | None                                                                                     | None          | None |  |
| Fausto           | August 16 – 17           | Bão nhiệt đới     | 40 (65)   | 1004 | Northern California                                                                      | None          | None |  |
| Genevieve        | August 16 – 21           | Bão cấp 4         | 130 (215) | 950  | Southwestern Mexico, Socorro Island, Baja California Peninsula, Southern California      | $50 million   | 6    |  |
| Hernan           | August 26 – 28           | Bão nhiệt đới     | 45 (75)   | 1001 | Mexico, Baja California Peninsula                                                        | Unknown       | None |  |
| Iselle           | August 26 – 30           | Bão nhiệt đới     | 60 (95)   | 997  | Clarion Island                                                                           | None          | None |  |
| Julio            | September 5 – 7          | Bão nhiệt đới     | 45 (75)   | 1003 | Southwestern Mexico                                                                      | None          | None |  |
| Karina           | September 13 – 17        | Bão nhiệt đới     | 60 (95)   | 996  | None                                                                                     | None          | None |  |
| Lowell           | September 20 – 25        | Bão nhiệt đới     | 50 (85)   | 999  | Clarion Island                                                                           | None          | None |  |
| Marie            | September 29 – October 7 | Bão cấp 4         | 130 (215) | 948  | None                                                                                     | None          | None |  |
| Norbert          | October 5 – 15           | Bão nhiệt đới     | 50 (85)   | 1001 | None                                                                                     | None          | None |  |
| Odalys           | November 3 – 6           | Bão nhiệt đới     | 50 (85)   | 1000 | None                                                                                     | None          | None |  |
| Polo             | November 17 – 19         | Bão nhiệt đới     | 45 (75)   | 1004 | None                                                                                     | None          | None |  |
| Tổng hợp mùa bão |                          |                   |           |      |                                                                                          |               |      |  |
| 21 XTNĐ          | April 25 – Present       |                   | 130 (215) | 948  | '                                                                                        | ≥$250 million | 46   |  |

### Tên bão
Danh sách tên sau đây đang được sử dụng cho các cơn bão được đặt tên ở lưu vực Đông Bắc Thái Bình Dương trong năm 2020. Các tên bị khai tử, nếu có, sẽ được Tổ chức Khí tượng Thế giới công bố vào mùa xuân năm 2021. Các tên không được rút khỏi danh sách này sẽ là được sử dụng một lần nữa trong mùa bão 2026. Đây là danh sách tương tự được sử dụng trong mùa bão 2014.
Sau đây là các tên bão được đề xuất trong mùa bão 2020 ở
khu vực phía Đông từ 100°W đến 140°W
| - Amanda - Boris - Cristina - Douglas - Elida - Fausto - Genevieve - Hernan | - Iselle - Julio - Karina - Lowell - Marie - Norbert - Ondalys - Polo | - Rachel (chưa sử dụng) - Simon (chưa sử dụng) - Trudy (chưa sử dụng) - Vance (chưa sử dụng) - Winnie (chưa sử dụng) - Xavier (chưa sử dụng) - Yolanda (chưa sử dụng) - Zeke (chưa sử dụng) |

Các tên bão sẽ được sử dụng ở khu vực trung tâm Thái Bình Dương từ 140°W đến 180°
| - Hone (chưa sử dụng) | - Iona (chưa sử dụng) | - Keli (chưa sử dụng) | - Lala (chưa sử dụng) |

## Xem Thêm
- Mùa bão Tây Bắc Thái Bình Dương: 2018, 2019,2020
- Mùa bão Bắc Ấn Độ Dương: 2018, 2019, 2020